# Абдулазиз аль-Омари
Абдулазиз аль-Омари (араб. عبد العزيز العمري‎, англ. Abdulaziz al-Omari; 28 мая 1979, Асир, Саудовская Аравия — 11 сентября 2001, Нью-Йорк, Нью-Йорк, США) — саудовский террорист, авиаугонщик, связанный с Аль-Каидой. Один из 19 смертников, осуществивших теракты 11 сентября 2001 года. Один из пяти угонщиков самолёта рейса American Airlines 11, который врезался в Северную башню Всемирного торгового центра.

## Биография
Абдулазиз аль-Омари родился 28 мая 1979 года в округе Асир (Саудовская Аравия) в бедной арабской семье и был земляком других угонщиков (братьев Ваиля и Валида аш-Шехри, Моханда аш-Шехри и Ахмеда аль-Нами). Окончил с отличием среднюю школу, затем Исламский университет имама Мухаммада ибн Сауда. Аль-Омари был женат, незадолго до терактов у него родилась дочь. Был имамом в мечети в провинции Эль-Касим, которая была «сердцем» ваххабизма. Считается, что аль-Омари обучал радикальный священнослужитель Сулейман аль-Ульван, а саму мечеть некоторые эксперты называют «фабрикой террористов».

### Подготовка к атаке
Согласно показаниям Тауфика ибн Атташа, аль-Омари входил в группу будущих угонщиков, которые работали в службе безопасности в аэропорту Кандагара после прохождения базовой тренировки в лагере Аль-Каиды. По данным американских властей на саммите Аль-Каиды в 2000 году в Куала-Лумпуре присутствовал человек по имени Абдулазиз аль-Омари.
Осенью 2001 года, после терактов, Аль-Джазира транслировала посмертное обращение аль-Омари. В нём он сообщал о своей скорой гибели, благодарил тех, кто его тренировал и помогал ему, особо выделив лидера шейха Усаму бен Ладена.
По данным директора ФБР Роберта Мюллера и Комиссии 9/11 аль-Омари прибыл в США рейсом из Дубая 29 июня 2001 года с Салимом аль-Хазми, приземлившись в Нью-Йорке. Он использовал программу Visa Express для получения американской визы. Вероятно, он оставался с некоторыми другими угонщиками в Патерсоне (штат Нью-Джерси) до переезда в Виро-Бич (штат Флорида), по адресу 4032 57th Terrace. В своём арендном договоре на этот дом аль-Омари дал два разрешения на стоянку в арендуемой им территории, одно из них было зарегистрировано на Мухаммеда Атту.
Омари получил поддельную идентификационную карту в All Services Plus, в округе Пассейик (штат Нью-Джерси). Эта организация, занимавшаяся продажей поддельных документов, также выдала фальшивую ID-карту другому угонщику Халиду аль-Михдару.

### Теракты

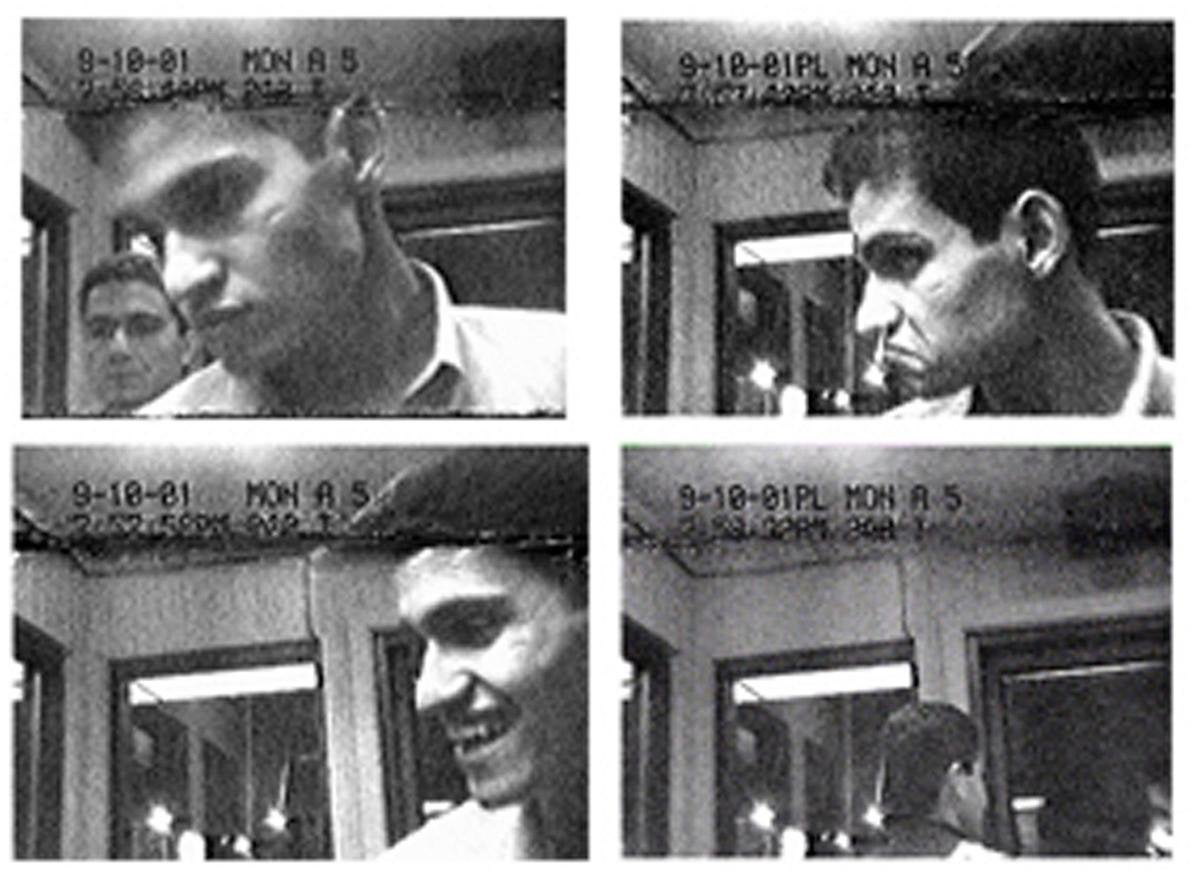
Абдулазиз аль-Омари и Мухаммед Атта (на заднем плане) у банкомата в Саут-Портленде 10 сентября 2001 года в 20:41

10 сентября 2001 года Мухаммед Атта забрал Омари из отеля Милнер в Бостоне (штат Массачусетс), и они вдвоём на арендованном автомобиле Nissan отправились в отель Comfort Inn в Саут-Портленде (штат Мэн), где провели ночь в номере 232.

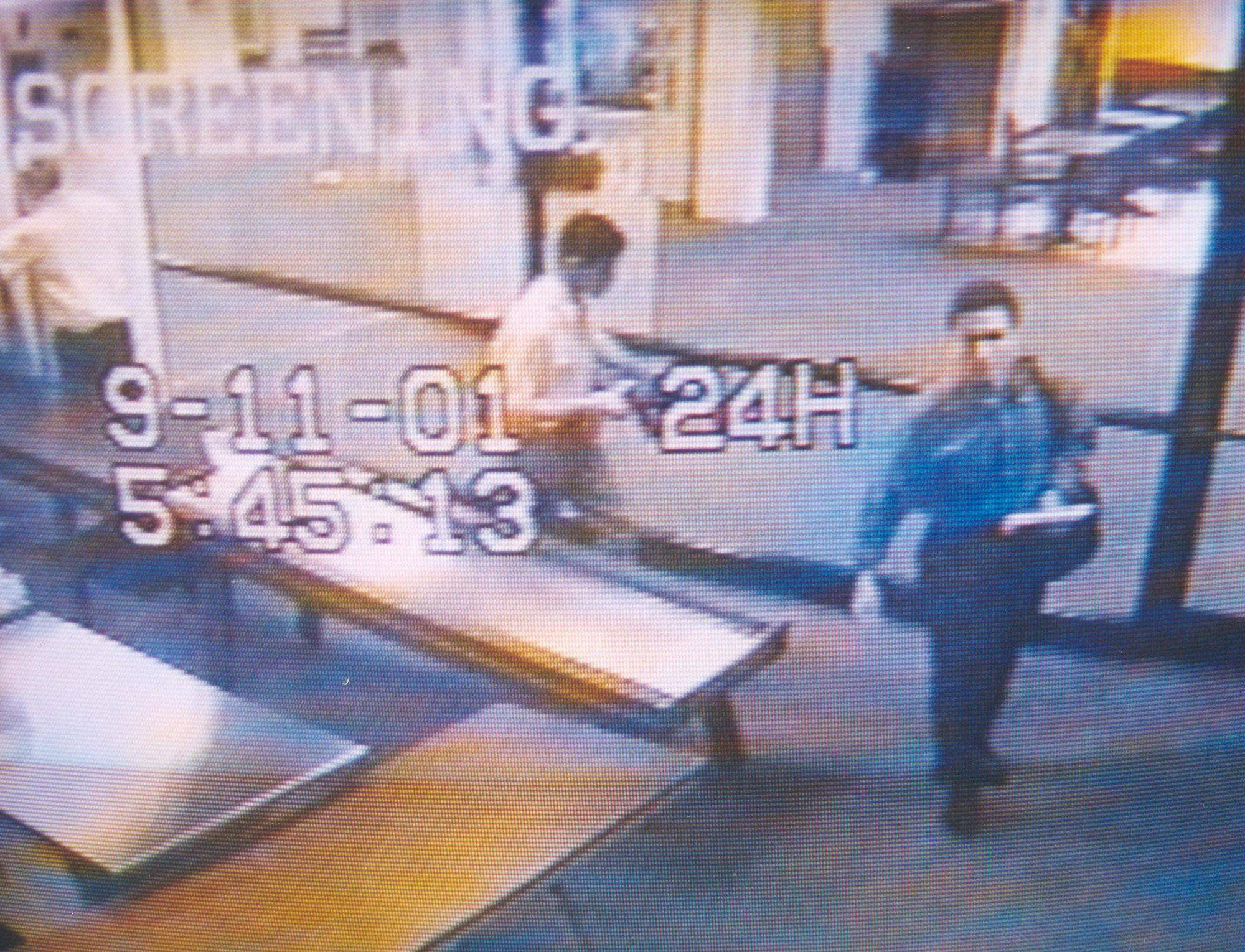
Мухаммед Атта (в синей рубашке) и Абдулазиз аль-Омари в аэропорту Портленда 11 сентября 2001 года в 5:45

11 сентября в 5:41 они прибыли в аэропорт Портленда и в 6:00 вылетели на рейсе CJC 5930 из Портленда в Бостон, чтобы пересесть на рейс American Airlines 11, который вылетел в 7:59. На борту были 92 человека, в том числе 5 террористов. Через 15 минут после взлёта самолёт этого рейса был захвачен аль-Омари с четырьмя другими террористами, группу возглавлял обученный пилот Мухаммед Атта, в 8:46 направивший самолёт Boeing 767-223ER в Северную башню Всемирного торгового центра.

## Ошибочная идентификация
Первоначально ФБР назвало имя Абдула Рахмана аль-Омари, пилота Saudi Arabian Airlines, как пилота рейса 011. Но вскоре выяснилось, что этот человек жив и здоров, и ФБР принесло свои извинения. Также быстро было определено, что Мухаммед Атта выполнял роль пилота среди угонщиков.
Человек с именем Абдулазиз аль-Омари нашёлся в Саудовской Аравии, он был жив, а ранее учился в университете Денвера. Его паспорт был украден ещё в 1995 году. Его имя, происхождение, дата рождения и род занятий были обнародованы ФБР. Узнавший об этом Абдулазиз аль-Омари выразил своё недоумение этим фактом, а также заявил, что не имеет никакого отношения к этому делу.